# Anel primitivo
Na subárea da álgebra abstrata conhecida como teoria de anéis, um anel primitivo à esquerda é um anel que possui um módulo à esquerda fiel simples. Entre os exemplos bem conhecidos estão os anéis de endomorfismos de espaços vetoriais sobre corpos de característica zero.

## Definição
Um anel R diz-se anel primitivo à esquerda se e somente se ele possui um R-módulo à esquerda fiel simples. Um anel primitivo à direita é definido de forma análoga para R-módulos à direita. Há anéis que são primitivos de um lado mas não do outro. O primeiro exemplo foi construído por George M. Bergman em (Bergman 1964). Um outro exemplo que mostra essa diferença foi encontrado por Jategaonkar e pode ser visto em (Rowen 1988, p.159)